# Меттью Бомер
Меттью Бомер (англ. Matthew Bomer; народився 11 жовтня 1977 року, Спрінг, Техас, США) — американський актор театру, кіно і телебачення, який здобув популярність після головної ролі в серіалі «Білий комірець».

## Біографія

### Раннє життя
Меттью Бомер народився в Спрінг, передмістя Хьюстона, Техас. Його батьків звали Сіссі і Джон Бомер. Він навчався в середній школі Клейна, розташованої за межами Х'юстона. У 2001 році Бомер закінчив Університет Карнегі — Меллон в Піттсбургу, штат Пенсільванія зі ступенем бакалавра мистецтв.

### Кар'єра
Закінчивши університет в 2001 році, Меттью Бомер переїхав в Нью-Йорк, де деякий час працював у театрі, а після почав зніматися в невеликій ролі в серіалі «Всі мої діти», денній мильній опері каналу ABC. З 2001 по 2003 він грав роль Бена Ріда в іншій мильній опері « Дороговказне світло»
У 2005 році Метью з'явився в серіалі Шеннен Догерті «Північний берег», а також у фільмі «Ілюзія польоту» з Джоді Фостер.
У 2006 році актор знявся у фільмі «Техаська різанина бензопилою: Початок», в недовговічному серіалі «Зниклий» і приєднався до серіалу « Чак» на постійній основі.
23 жовтня 2009 стартував серіал «Білий комірець», де Бомер грає роль Ніла Кеффрі — колишнього викрадача предметів мистецтва, що нині працює на ФБР. Меттью Бомер грав головну роль у цьому серіалі протягом його показу у 2009—2014 роках.
Від 2014 року Бомер зіграв роль стриптизера «нового покоління» Кена в сиквелі «Супер Майк XXL», кілера Джона Боя в «Крутих чуваках» та фермера Каллена в римейку «Чудова сімка», а також головні та основні ролі в кількох популярних телесеріалах: «Американська історія жаху» (п'ятий сезон «Готель»), «Останній магнат», «Вілл і Грейс».
У 2019 році Меттью Бомер почав зніматися в телесеріалі «Фатальний патруль» у ролі колишнього пилота-випробувача та прихованого гомосексуала Ларрі Трейнора, який після авіаційної аварії перетворився на супергероя Негатива.

### Приватне життя
В інтерв'ю журналу «Details», опублікованому в січні 2010 року, де його не вперше запитали про його гомосексуальну орієнтацію, актор заявив: «Я не дбаю про те, що про мене думають люди; я абсолютно щасливий в моєму особистому житті.» Він відмовився вдаватися в подробиці, сказавши: «У мене є робота, і я не можу псувати образ в шоу своїм особистим життям». У березні 2011 року Меттью Бомер повідомив, що у нього три дитини.
У лютому 2012 року Бомер зробив камінг-аут, офіційно підтвердивши, що він гей і з 2011 року одружений із голлівудським публіцистом Саймоном Голзом. Бомер і Голз проживають разом і виховують трьох дітей Голза.

## Фільмографія

### Фільми
| Рік  |    | Українська назва                      | Оригінальна назва                                | Роль                          |
| ---- | -- | ------------------------------------- | ------------------------------------------------ | ----------------------------- |
| 2005 | ф  | Ілюзія польоту                        | англ. Flightplan                                 | Ерік                          |
| 2006 | ф  | Техаська різанина бензопилою: Початок | англ. The Texas Chainsaw Massacre: The Beginning | Ерік Гілл                     |
| 2011 | ф  | Час                                   | англ. In Time                                    | Генрі Гамільтон               |
| 2012 | ф  | Супер Майк                            | англ. Magic Mike                                 | Кен                           |
| 2013 | мф | Супермен: Вільний                     | англ. Superman: Unbound                          | Кларк Кент / Супермен (голос) |
| 2014 | ф  | Зимова фантазія                       | англ. Winter's Tale                              | молодий чоловік               |
| 2014 | ф  | Космічна станція 76                   | англ. Space Station 76                           | Тед                           |
| 2015 | ф  | Супер Майк XXL                        | англ. Magic Mike XXL                             | Кен                           |
| 2016 | ф  | Круті чуваки                          | англ. The Nice Guys                              | Джон Бой                      |
| 2016 | ф  | Чудова сімка                          | англ. The Magnificent Seven                      | Меттью Каллен                 |
| 2017 | ф  |                                       | англ. Walking Out                                | Кел                           |
| 2017 | ф  |                                       | англ. Anything                                   | Фреда фон Ренбург             |
| 2018 | ф  |                                       | ісп. Papi Chulo                                  | Шон                           |
| 2018 | ф  | Дублікат                              | англ. Jonathan                                   | Росс Крейн                    |
| 2018 | ф  |                                       | англ. Viper Club                                 | Сем                           |
| 2020 | ф  | Хлопці в гурті                        | англ. The Boys in the Band                       | Дональд                       |
| 2021 | мф |                                       | англ. Justice Society: World War II              | Баррі Аллен / Флеш (голос)    |
| 2023 | мф |                                       | англ. Legion of Super-Heroes                     | Баррі Аллен / Флеш (голос)    |
| 2023 | ф  | Супер Майк: Останній танець           | англ. Magic Mike's Last Dance                    | Кен                           |
| 2023 | ф  | Маестро                               | англ. Maestro                                    | Девід Оппенгейм               |
| 2024 | мф |                                       | англ. Justice League: Crisis on Infinite Earths  | Баррі Аллен / Флеш (голос)    |

### Телебачення
| Рік       |    | Українська назва                        | Оригінальна назва                       | Роль                                        |
| --------- | -- | --------------------------------------- | --------------------------------------- | ------------------------------------------- |
| 2000      | с  |                                         | англ. All My Children                   | Ян Кіплінг (епізод «7485»)                  |
| 2001—2003 | с  | Дороговказне світло                     | англ. Guiding Light                     | Бен Ріді (6 епізодів)                       |
| 2002      | с  | Мисливці за старовиною                  | англ. Relic Hunter                      | Driver agent (3.13 «Fire in the Sky»)       |
| 2003—2004 | с  | Поклик Тру                              | англ. Tru Calling                       | Люк Джонстон (18 епізодів)                  |
| 2004      | с  | Північний берег                         | англ. North Shore                       | Росс (епізод 1.12 «Bellport»)               |
| 2006      | тф |                                         | англ. Amy Coyne                         | Кейс                                        |
| 2007      | с  | Втікачі                                 | англ. Traveler                          | Джей Берчелл (8 епізодів)                   |
| 2007—2009 | с  | Чак                                     | англ. Chuck                             | Брайс Ларкін (7 епізодів)                   |
| 2009—2014 | с  | Білий комірець                          | англ. White Collar                      | Ніл Кеффрі (головна роль)                   |
| 2012      | с  | Хор                                     | англ. Glee                              | Купер Андерсон (епізод «Big Brother»)       |
| 2013      | с  | Нова норма                              | англ. The New Normal                    | Монті (епізод «The Goldie Rush»)            |
| 2014      | тф | Звичайне серце                          | англ. The Normal Heart                  | Фелікс Тернер                               |
| 2014      | с  | Американська історія жаху: Шоу виродків | англ. American Horror Story: Freak Show | Енді (епізод «Pink Cupcakes»)               |
| 2015—2016 | с  | Американська історія жаху: Готель       | англ. American Horror Story: Hotel      | Донован (9 епізодів)                        |
| 2016—2017 | с  | Останній магнат                         | англ. The Last Tycoon                   | Монро Стар (головна роль)                   |
| 2018      | с  | Титани                                  | англ. Titans                            | Ларрі Трейнор (голос, епізод «Doom Patrol») |
| 2018—2019 | с  | Вілл і Грейс                            | англ. Will & Grace                      | Маккой Вітман (5 епізодів)                  |
| 2019—2023 | с  | Фатальний патруль                       | англ. Doom Patrol                       | Ларрі Трейнор / Негатив (основна роль)      |
| 2020      | с  | Грішники                                | англ. The Sinner                        | Джеймі Бернс (3-й сезон)                    |
| 2021      | с  | Американські історії жаху               | англ. American Horror Stories           | Майкл (2 епізоди)                           |
| 2022      | с  | Відгомін                                | англ. Echoes                            | Джек Бек (7 епізодів)                       |
| 2023      | с  | Подорожні                               | англ. Fellow Travelers                  | Гокінс «Яструб» Фуллер (8 епізодів)         |

### Режисер, продюсер
| Рік       |   | Українська назва                                       | Оригінальна назва                                               | Роль                                   |
| --------- | - | ------------------------------------------------------ | --------------------------------------------------------------- | -------------------------------------- |
| 2013—2014 | с | Білий комірець                                         | англ. White Collar                                              | продюсер (19 епізодів)                 |
| 2018      | с | Вбивство Джанні Версаче: Американська історія злочинів | англ. The Assassination of Gianni Versace: American Crime Story | режисер (епізод «Creator / Destroyer») |
| 2023      | с | Подорожні                                              | англ. Fellow Travelers                                          | виконавчий продюсер (8 епізодів)       |

## Нагороди
- 2014 — Премія Вибір телевізійних критиків Найкращий актор другого плану у фільмі Звичайне серце.
- 2015 — Премія Золотий глобус за найкращу чоловічу роль другого плану за фільм Звичайне серце.